# Texas Guinan

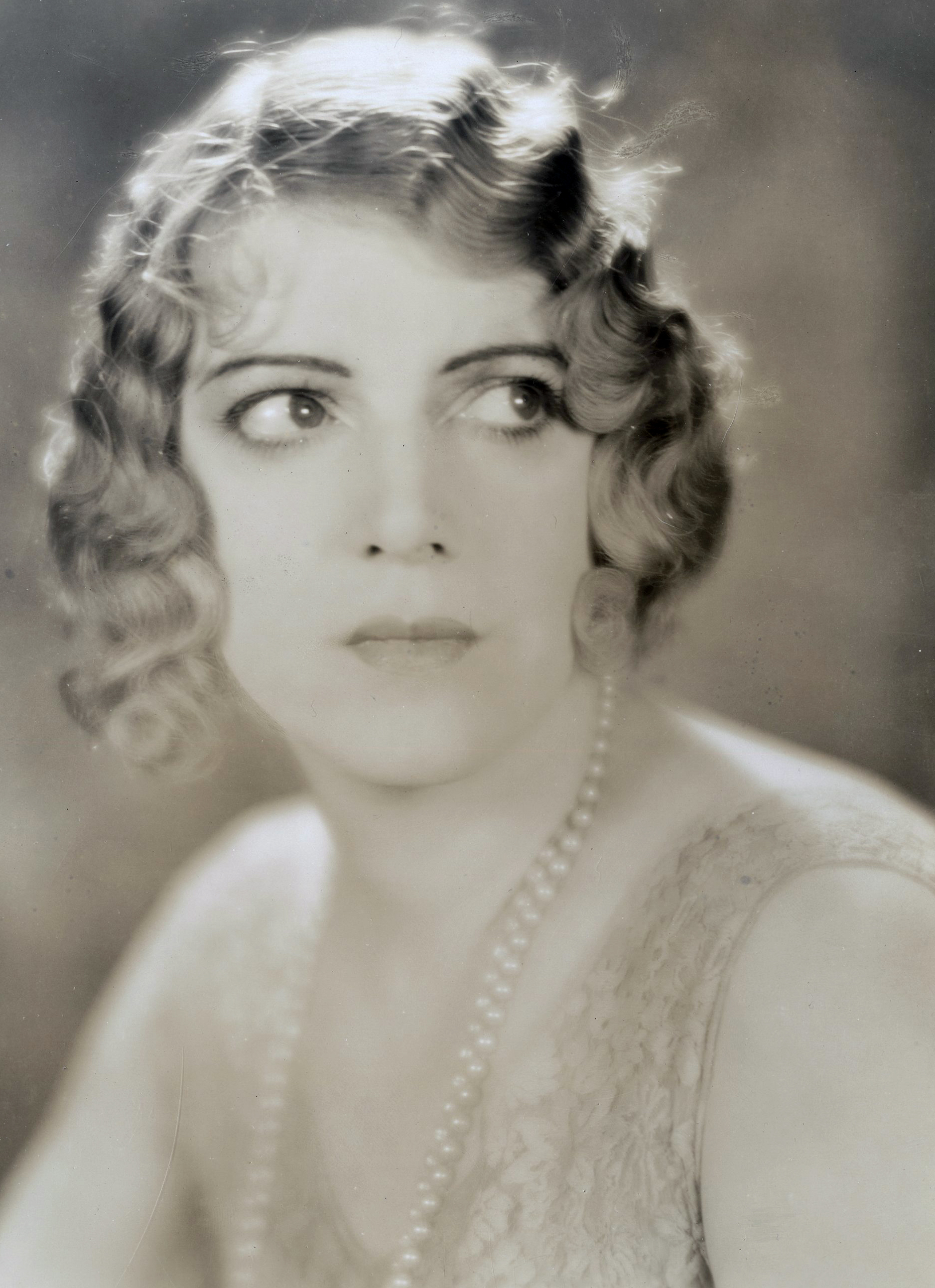
Texas Guinan (um 1920)

Mary Louise Cecilia „Texas“ Guinan (* 12. Januar 1884 in Waco, Texas; † 5. November 1933 in Vancouver, British Columbia) war eine US-amerikanische Schauspielerin, Entertainerin und Nachtclubbesitzerin. Während der Prohibition galt sie als die Königin der New Yorker Nachtclubs.

## Leben
Guinan, Tochter irischer Einwanderer, stand schon in jungen Jahren auf der Bühne. Einige Jahre lang tanzte und sang sie in Vaudeville-Shows und zeigte ihr komödiantisches Talent auch bei Rodeos. Um 1905 zog sie nach New York City, wo sie als Darstellerin in Musicals und in Revuen am Broadway zu Bekanntheit kam. Der Theaterkritiker und Herausgeber des Photoplay Julian Johnson erkannte und förderte das Talent von Texas Guinan und startete eine Pressekampagne, um die frivole Schönheit in die Medien zu bringen. Nachdem sie in New York einen gewissen Starruhm erreicht hatte und landesweit in verschiedenen Revuen aufgetreten war, zog es sie nach Kalifornien, um auch in Hollywood Fuß zu fassen.
Ab 1917 trat sie in Stummfilmen auf in welchen sie oft, ganz im Gegensatz zu ihrem Auftreten als Flapper in New York, schießwütige Cowgirls in Western verkörperte. Die Rollen wurden ihr auf den Leib geschrieben. Ihre Filmgesellschaft, Triangle Film Corporation, kündigte sie als „weiblichen William S. Hart“ an. Im Gegensatz zu vielen anderen Schauspielerinnen ihrer Zeit, hatte sie oft Kontrolle über die Produktion und gründete 1921 sogar ihre eigene Filmgesellschaft. Anfang der 1920er Jahre kehrte sie nach New York zurück, drehte jedoch bis zu ihrem Tod weitere Filme, der Übergang zum Tonfilm gelang ihr mühelos.
Ihr eigentliche Karriere begann zur Zeit der Prohibition. Der Alkoholschmuggler und Kleinkriminelle Larry Fay engagierte Guinan als Entertainerin und Gastgeberin für seinen El Fey Club, einer bekannten Flüsterkneipe in Manhattan. In auffälliger Garderobe, vulgär und mit losem Mundwerk führte Guinan die Gäste durch den Abend und das Showprogramm. Ihre Begrüßung „Hello Sucker“, zu Kunden, die den Club betraten, wurde zum Schlagwort der 1920er-Jahre. Der Nachtclub zog zahlreiche Prominente aus New York und Hollywood an und wurde ein beliebter Treffpunkt auch für Politiker. Das illegale Geschäft warf einen hohen Profit ab an dem auch Guinan prozentual beteiligt war. Der Gewinn ermöglichte ihr einen luxuriösen und fast schon verschwenderischen Lebensstil. Später gründete sie den populären Texas Guinan Club sowie den 300 Club, den Club Intime und den Salon Royale. Als sie im April 1929 vor Gericht stand, löste dies einen Ansturm von Schaulustigen vor dem Bundesgericht in Manhattan aus. Guinan wurde von den Geschworenen frei gesprochen, zu groß war die Popularität der Königin.
Mit dem Aufkommen der Weltwirtschaftskrise endete die große Zeit der Nachtclubs und Guinan zog mit ihrer Revue Too Hot for Paris durch Europa, mit eher mäßigem Erfolg. Texas Guinan starb 1933 an den Folgen einer Kolitis in Vancouver. Sie wurde am Broadway aufgebahrt, wo tausende Menschen von ihr Abschied nahmen.

## Rezeption
Texas Guinan wurde in den folgenden Filmen von folgenden Schauspielerinnen dargestellt:
- Broadway Nights (1927), De Sacia Mooers
- Incendiary Blonde (1945), Betty Hutton
- The George Raft Story (1961), Barbara Nichols
- Splendor in the Grass (1961), Phyllis Diller

Die Figur der Maudie Triplett gespielt von Mae West in dem Spielfilm Night After Night (1932) ist an Guinan angelehnt.  West war persönlich mit Guinan bekannt. 
Ebenso ist die Figur der Panama Smith, gespielt von Gladys George, in dem Filmklassiker Die wilden Zwanziger (1939) an Guinan angelehnt. Außerdem ist sie Vorbild der von Whoopi Goldberg gespielten Figur Guinan aus dem Star-Trek-Universum.
Texas Guinan hat einen Stern auf dem Hollywood Walk of Fame.

## Filmografie (Auswahl)
- 1917:	The Fuel of Life
- 1917:	The Stainless Barrier
- 1918:	The Gun Woman
- 1918:	The Love Brokers
- 1918:	Getaway Kate
- 1918:	The Hell Cat
- 1919:	The Boss of the Rancho
- 1919:	The Call of Bob White
- 1919:	The Dangerous Little Devil
- 1919:	The Dead Man's Hand
- 1919:	The Girl of Hell's Agony
- 1919:	The Heart of Texas
- 1919:	Just Bill
- 1919:	Little Miss Deputy
- 1919:	Malamute Meg
- 1919:	The Sacrifice
- 1919:	The She Wolf
- 1920:	The Moonshine Feud
- 1920:	Not Guilty
- 1920:	The White Squaw	Bull's
- 1920:	The Wildcat
- 1921:	Code of the West
- 1921:	Spitfire
- 1921:	Texas of the Mounted
- 1921:	I Am the Woman
- 1921:	The Stampede
- 1924:	Night Life of New York
- 1929: Queen of the Night Clubs

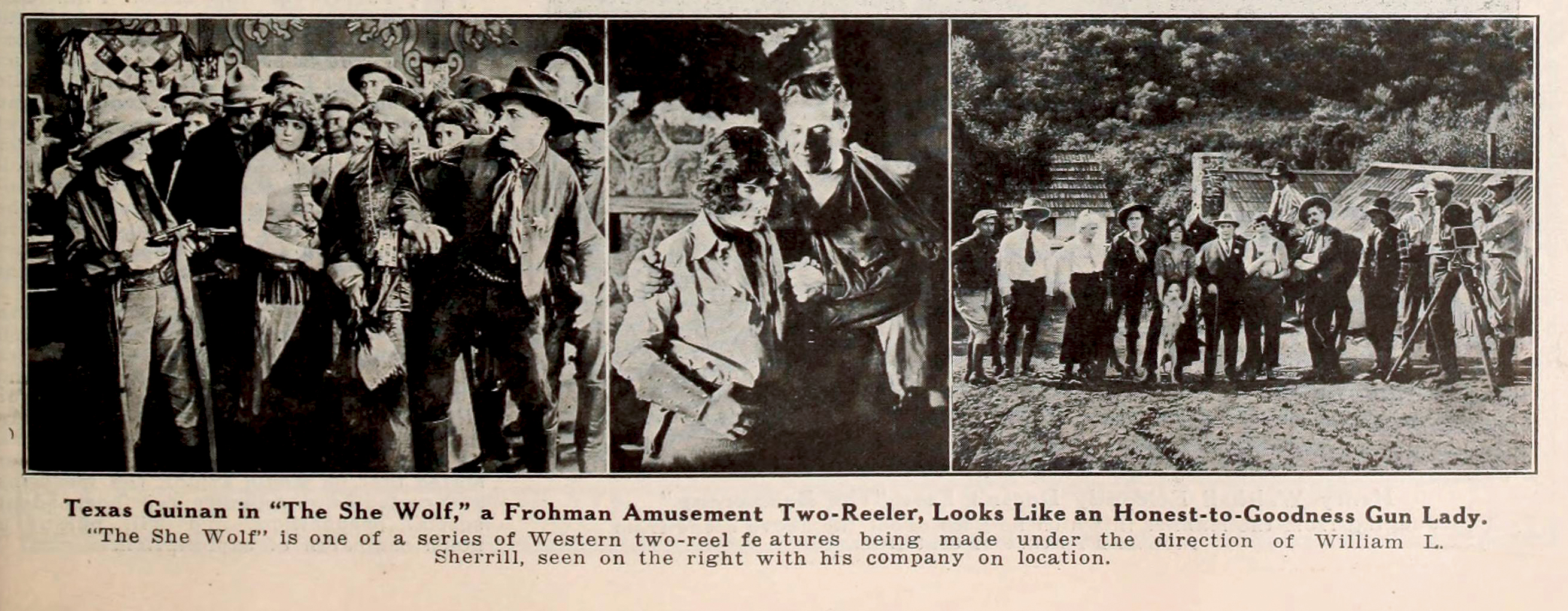
The She Wolf (1919)

- 1929:	Glorifying the American Girl
- 1933:	Broadway Through a Keyhole